# Sphaerospora testicularis
Sphaerospora testicularis is een microscopische parasiet uit de familie Sphaerosporidae. Sphaerospora testicularis werd in 1990 beschreven door Sitjà-Bobadilla & Alvarez-Pellitero. 